# Ayu Sakurai
Ayu Sakurai (en japonés: 桜井あゆ) (Prefectura de Miyazaki, 15 de abril de 1991) es una ex actriz pornográfica y AV Idol japonesa.

## Biografía
Interesada en el mundo del entretenimiento desde su infancia, mientras vivía en la prefectura de Osaka, hizo su debut audiovisual tras ser descubierta por un cazatalentos en marzo de 2013, modelando para su primera sesión fotográfica. Mientras planeaba ser actriz o una kikatan (actriz independiente, no vinculada a ninguna compañía), llegó a aparecer en cerca de cien producciones a fecha de enero de 2014, realizando otras cien apariciones para octubre y 300 en diciembre de ese año.
En abril de 2014, fue nominada como actriz kikatan en el DMM Adult Award Best Rookie Award. En agosto, ganó el puesto 13 en una votación popular de las actrices más sexys de Japón, llegando a aparecer como personaje en el videojuego Yakuza 0 publicado por Sega. Participó en la Japan Adult Expo de ese año, celebrada en noviembre. Un mes después apareció, junto con otras AV Idol como Ai Uehara y Kitagawa Erika, en la Asia Adult Expo.
En febrero de 2015, se unió al grupo de Idol music Million Girls Z (Rika Hoshimi, Kizuna Sakura, Ayaka Tomoda, Ichika Ayamori y Anju Mizushima). En marzo, en conmemoración de la apertura de la tienda Tsutaya Adult, en Shibuya, hizo su aparición estelar junto a otras AV Idols como Chika Arimura, Saki Hatsumi, Ayaka Tomoda y Rika Hoshimi. Más tarde hizo su primera aparición en V-Cinema. En abril, apareció en el programa Kakkokari, una de las primeras producciones emitidas por cable de Tokyo MX. También apareció en el Shanghai AAE 2015 con Julia y Saki Kozai. En el mes de mayo firmó un contrato en exclusiva con la agencia y promotora Million.
En febrero de 2016, rescindió su contrato con Million y volvió a ser actriz kikatan. Ese mismo año recibió el premio Cyzo en los Adult Broadcasting Awards 2016. Poco después declaró su intención de retirarse de la industria audiovisual tras tres años activa, haciéndose efectiva en el mes de abril, cuando lanzó una obra conmemorativa de despedida. En mayo, aunque ya estaba retirada, apareció como gravure idol en la edición impresa de la revista Cyzo, con motivo de la recepción del premio que otorgaba dicha revista.
En enero de 2017, recibió una oferta para un evento en el extranjero y participó en el "Men's Show 2017 South Korea" bajo el nombre de Ayu Sakurai.